# Frank-Michael Kuhlemann
Frank-Michael Kuhlemann (* 11. September 1955 in Minden) ist ein deutscher Historiker und Geschichtsdidaktiker.

## Leben
Kuhlemann absolvierte eine Ausbildung in der Industrie. Nach einer Tätigkeit als Angestellter in der Privatwirtschaft folgte von 1980 bis 1985 ein Studium der Geschichtswissenschaft und Evangelischen Theologie an der Universität Bielefeld und der Kirchlichen Hochschule Bethel. In Bielefeld wurde er 1989 mit einer von Hans-Ulrich Wehler betreuten Arbeit zum Thema „Modernisierung und Disziplinierung. Sozialgeschichte des preußischen Volksschulwesens 1794–1872“ promoviert. Diese inzwischen als Standardwerk geltende Studie wurde 1992 mit dem Heinz-Maier-Leibnitz-Preis im Fach Wissenschafts- und Bildungsgeschichte ausgezeichnet. Ebenfalls in Bielefeld erfolgte 1999 seine Habilitation mit einer Schrift zum Thema „Bürgerlichkeit und Religion. Zur Sozial- und Mentalitätsgeschichte der evangelischen Pfarrer in Baden 1860–1914“.
Nach Anstellungen als wissenschaftlicher Mitarbeiter an der Fakultät für Geschichtswissenschaft, Philosophie und Theologie der Universität Bielefeld und am Fachbereich Evangelische Theologie der Philipps-Universität Marburg im Bereich Kirchengeschichte arbeitete Kuhlemann als Privatdozent (vornehmlich Neuere und Neueste Geschichte) und Professurvertreter (Zeitgeschichte) an der Bielefelder Fakultät sowie als Gymnasiallehrer an der Marienschule der Ursulinen Bielefeld. Vom Wintersemester 2010/11 bis zum Wintersemester 2021/22 war er Inhaber der Professur für Neuere und Neueste Geschichte und Didaktik der Geschichte an der Technischen Universität Dresden.

## Forschungstätigkeit
In seinen Forschungen beschäftigt sich Kuhlemann mit Themen der Sozial- und Kulturgeschichte des 18. bis 20. Jahrhunderts, der Bürgertumsforschung, der Religions- und Kirchengeschichte, der Bildungs- und Wissenschaftsgeschichte, der Zeitgeschichte, der Geschichtsdidaktik sowie dem Leben und Werk von Friedrich Naumann.
Gemeinsam mit Wilhelm Damberg, Andreas Holzem, Jochen-Christoph Kaiser und Wilfried Loth ist er Herausgeber der Schriftenreihe „Konfession und Gesellschaft“.

## Schriften (Auswahl)
Monographien und Sammelwerke
- Modernisierung und Disziplinierung. Sozialgeschichte des preußischen Volksschulwesens 1794–1872 (= Kritische Studien zur Geschichtswissenschaft. Band 96). Vandenhoeck & Ruprecht, Göttingen 1992, ISBN 3-525-35759-1.
- Bürgerlichkeit und Religion. Zur Sozial- und Mentalitätsgeschichte der evangelischen Pfarrer in Baden 1860–1914 (= Bürgertum. Band 20). Vandenhoeck & Ruprecht, Göttingen 2002, ISBN 3-525-35685-4.
- mit Gustav Adolf Benrath, Stephan Holthaus: Mission und Diakonie, Kultur und Politik. Vereinswesen und Gemeinschaften in der evangelischen Kirche in Baden im 19. Jahrhundert (= Veröffentlichungen des Vereins für Kirchengeschichte in der Evangelischen Landeskirche in Baden. Band 59), PV-Medien, Karlsruhe 2004, ISBN 3-87210-915-4.
- Die Kirchliche Hochschule Bethel. Grundzüge ihrer Entwicklung 1905–2005 (= Schriften des Instituts für Diakonie- und Sozialgeschichte an der Kirchlichen Hochschule Bethel. Band 13). Verlag für Regionalgeschichte, Bielefeld 2005, ISBN 3-895-34623-3.

Herausgeberschaften
- mit Olaf Blaschke: Religion im Kaiserreich. Milieus – Mentalitäten – Krisen (= Religiöse Kulturen der Moderne. Band 2). Gütersloher Verlagshaus, Gütersloh 1996, ISBN 3-579-02601-1.
- mit Paul Nolte, Manfred Hettling, Hans-Walter Schmuhl: Perspektiven der Gesellschaftsgeschichte. C. H. Beck, München 2000, ISBN 3-406-46166-2.
- mit Jürgen Büschenfeld, Heike Franz: Wissenschaftsgeschichte heute. Festschrift für Peter Lundgreen. Verlag für Regionalgeschichte, Bielefeld 2001, ISBN 3-895-34405-2.
- mit Hans-Walter Schmuhl: Beruf und Religion im 19. und 20. Jahrhundert (= Konfession und Gesellschaft. Band 26). W. Kohlhammer, Stuttgart 2003, ISBN 3-170-17621-8.
- mit Michael Schäfer: Kreise – Bünde – Intellektuellen-Netzwerke. Formen bürgerlicher Vergesellschaftung und politischer Kommunikation 1890–1960 (= Histoire. Band 96). Transcript Verlag, Bielefeld 2017, ISBN 3-8376-3557-0.
- mit Gesche Pospiech, Manuela Niethammer, Dorothee Wieser: Begegnungen mit der Wirklichkeit. Chance für fächerübergreifendes Lernen an außerschulischen Lernorten. Hep Verlag, Bern 2020, ISBN 3-0355-1623-5.